# Андреевский сельский совет (Ичнянский район)
Андреевский сельский совет (укр. Андріївська сільська рада) — упразднённая административная единица в составе
Ичнянского района
Черниговской области
Украины.
Административный центр сельского совета находился в 
с. Андреевка
.

## Населённые пункты совета
- с. Андреевка
- с. Селихов
- с. Томашовка